# Anita Nall
Anita Nall (n. 21 iulie 1976, Harrisburg, Pennsylvania, SUA) este o înotătoare americană, medaliată olimpică. A participat la o ediție a Jocurilor Olimpice (1992) în care a câștigat două medalii de aur, o medalie de argint și o medalie de bronz.